# Saint Paul
Saint Paul (zkráceně St. Paul) je hlavní a druhé nejlidnatější město amerického státu Minnesota. Město leží na severním břehu řeky Mississippi a sousedí s Minneapolisem, největším městem státu. Tato dvě města, neboli oblast Minneapolis-Saint Paul, tvoří s počtem 3,5 milionu obyvatel 16. největší velkoměstskou aglomeraci v USA. Saint Paul slouží jako okresní město Ramsey County, nejmenšímu a nejméně obydlenému okresu v Minnesotě.

## Demografie
Podle sčítání lidu z roku 2010 zde žilo 285 068 obyvatel. Podle sčítání lidu sídlilo v roce 2000 ve městě 287 151 obyvatel, 112 109 domácností a 60 987 rodin. Hustota zalidnění byla 2100,6 obyvatel/km².

### Rasové složení
- 60,1 % Bílí Američané
- 15,7 % Afroameričané
- 1,1 % Indiáni
- 15,0 % Asijští Američané
- 0,1 % Pacifičtí ostrované
- 3,9 % jiná rasa
- 4,2 % dvě nebo více ras

Obyvatelé hispánského nebo latinskoamerického původu, bez ohledu na rasu, tvořili 9,6 % populace.

## Rodáci
- Francis Scott Fitzgerald (1896–1940), spisovatel[4]
- Warren E. Burger (1907–1995), politik a předseda Nejvyššího soudu USA[5]
- Melvin Calvin (1911–1997), chemik, nositel Nobelovy cena za chemii za rok 1961[6]
- John Lilly (1915–2001), psychoanalytik, psychonaut a neurovědec[7]
- Kate Millett (1934–2017), feministická aktivistka, spisovatelka a umělkyně[8]
- Herb Brooks (1937–2003), hokejista a trenér, člen Síně slávy NHL[9]
- Mike Farrell (* 1939), herec, režisér a scenárista[10]
- Loni Anderson (1945–2025), herečka
- Randy Schekman (* 1948), buněčný biolog a biochemik, nositel Nobelovy ceny za fyziologii a lékařství za rok 2013[11]
- Jorgos Papandreu (* 1952), řecký politik, bývalý řecký předseda vlády[12]
- Duane Carey (* 1957), vojenský letec a astronaut NASA[13]
- Tim Kaine (* 1958), politik, od roku 2013 úřadující senátor za stát Virginie[14]
- Tim Pawlenty (* 1960), republikánský politik, bývalý guvernér Minnesoty[15]
- Chad Smith (* 1961), bubeník, člen skupiny Red Hot Chili Peppers[16]
- Dean Phillips (* 1969), podnikatel a politik, kandidát na prezidenta USA
- Josh Hartnett (* 1978), herec a producent[17]
- Lindsey Vonnová (* 1984), bývalá alpská lyžařka, olympijská vítězka a mistryně světa[18]
- Benny Friedman (* 1984), americký židovský zpěvák
- Ryan McDonagh (* 1989), profesionální hokejista, držitel Stanley Cupu[19]
- Sunisa Leeová (* 2003), sportovní gymnastka, olympijská vítězka[20]

## Partnerská města
- Campo Grande, Brazílie
- Ciudad Romero, Salvador
- Culiacán, Mexiko
- George, Jihoafrická republika
- Chadera, Izrael
- Manzanillo, Mexiko
- Nagasaki, Japonsko
- Neuss, Německo
- Novosibirsk, Rusko
- Šanghaj, Čína
- Tiberias, Izrael